# Albin Žabkar
Albin Žabkar [álbin žábkar], slovenski profesor matematike, * 1. marec 1901, Krško, † 1. avgust 1962, Ljubljana.

## Življenje in delo
Albin Žabkar, sin šolskega sluge Jožefa in Jožefe (rojena Ponikvar) ter brat učitelja matematike Jožeta Žabkarja, je obiskoval Škofijsko klasično gimnazijo v Šentvidu pri Ljubljani (1912–1920), ter nato študiral fiziko in matematiko na ljubljanski Filozofski fakulteti, kjer je leta 1924 tudi diplomiral. Učil je na gimnaziji v Kočevju (1924/1925) in nato v letih 1925–58 na več gimnazijah v Ljubljani, od 1927 je honorarno predaval matematiko na Tehniški fakulteti v Ljubljani. Leta 1958 se je zaposlil na Fakulteti za rudarstvo, metalurgijo in kemijsko tehnologijo v Ljubljani, 1960–62 je bil višji predavatelj na matematično-fizikalnem oddelku Fakultete za naravoslovje in tehnologijo v Ljubljani. Sam in v soavtorstvu je napisal več kot 10 učbenikov matematike in fizike za osnovne in srednje šole, ki so bili nekajkrat predelani in večkrat ponatisnjeni.
Pisal je tudi članke, predvsem številna poročila o tujih matematičnih knjigah, in jih objavljal v Proteusu in Rudarsko  metalurškem zborniku ter prevajal razne matematične članke in knjige, med katere šteje tudi Matematični priročnik: za inženirje in slušatelje tehniških visokih šol I. N. Bronštejna in K. A. Semendjajeva, (COBISS) ki je izšel v več ponatisih.